# The Nutcracker Prince
The Nutcracker Prince (conocida en España y México como El príncipe cascanueces y en Argentina como El príncipe encantado) es una película canadiense de 1990, del género dibujos animados, dirigida por Paul Schibli. Se basa en el relato El cascanueces y el rey de los ratones, de E.T.A. Hoffmann, que tuvo posteriormente una adaptación musical por Piotr Ilich Chaikovski, en el célebre ballet El Cascanueces. 
Toda la banda sonora de la película está compuesta por las piezas del ballet de Chaikovski.

## Argumento
La familia de Clara celebra la Nochebuena con una gran fiesta para sus invitados. Clara y su hermano Fritz esperan con impaciencia que el excéntrico Tío Drosselmeyer llegue con su regalo especial. Éste resulta ser un gran castillo de juguete automático, con soldados que se mueven y cisnes que nadan en su foso. Además, trae para Clara un regalo especial, un cascanueces, y además le cuenta la historia de cómo el Cascanueces llegó a ser Rey de los Muñecos. 

### La Historia Del Cascanueces
En un Reino muy lejano había un Rey y una Reina que tenían una preciosa hija, la Princesa Perlipat. Para celebrar el cumpleaños del Rey, la Reina preparó una tarta especial de queso azul, el favorito del Rey. Sin embargo, el olor del queso atrajo a todos los ratones, que se comieron la tarta. El Rey se encolerizó y ordenó a su inventor Drosselmeyer que capturase a todos los ratones. Drosselmeyer y su sobrino Hans consiguieron atrapar a todos excepto a la Reina de los Ratones y a su único hijo.
Como venganza, la Reina de los Ratones hechizó a la Princesa Perlipat hasta volverla insoportablemente fea. Entonces el Rey ordenó a Drosselmayer que buscase una cura. Drosselmayer averiguó que la Nuez Krakatooth podría invertir el hechizo, siempre que fuese abierta con los dientes de un hombre joven que no llevase botas. El Rey llamó a todos los príncipes y nobles, prometiendo que el que lograra abrir la nuez se casaría con Perlipat. Sin embargo, la nuez era tan dura que todos los hombres se rompieron los dientes intentándolo.
Entonces intervino el sobrino de Drosselmeyer, Hans, que consiguió abrir la nuez y curar a Perlipat. La Reina de los Ratones, furiosa, le lanza un hechizo para convertirlo en un Cascanueces, Príncipe de los Muñecos. Después, una columna cae sobre ella y muere, convirtiéndose su hijo en el Rey de los Ratones. Drosselmeyer es expulsado del Reino por "intentar hacer pasar un Cascanueces por yerno".

### La Venganza del Rey de los Ratones
Clara se queda triste por el final de la historia, pero el Tío Drosselmeyer la consuela diciéndole que el hechizo puede romperse. Esa noche, cuando todo el mundo se ha ido a dormir, Clara baja a la salita para bailar con el Cascanueces. De repente llega el Rey de los Ratones, que quiere vengarse del Cascanueces por haber herido su cola al caer la columna que mató a su madre. Todos los muñecos de la sala cobran vida y pelean contra el ejército de los ratones. La batalla termina cuando Clara lanza una zapatilla al Rey de los Ratones, que termina herido y sale huyendo. Clara tropieza y se golpea la cabeza contra el reloj, quedando inconsciente. A la mañana siguiente, le cuenta a su madre lo ocurrido, pero ella le manda descansar y olvidarse de cuentos de hadas.
La noche siguiente, el Rey de los Ratones vuelve, enfadado con Clara. Entonces pelean el Cascanueces con el Rey de los Ratones, mientras el resto de juguetes pelean contra los ratones. El general Pantaloon, un viejo muñeco, resulta herido y han de revivirlo en el País de los Muñecos. Entonces Clara encoge hasta tener el tamaño de una muñeca, gracias a la magia de Drosselmeyer.

### El País de los Muñecos
Clara sigue a los juguetes hasta el País de los Muñecos, que resulta ser el castillo de Drosselmeyer. Allí, Clara baila con el Cascanueces y él le pide que se quede y sea Princesa, pero ella responde que tiene que volver a casa y crecer. Entonces los muñecos empiezan a volverse juguetes inanimados y aparece el Rey de los Ratones, herido y buscando una última venganza. Cuando se abalanza sobre Clara, termina cayendo al foso del castillo. 

### De Vuelta a Casa
Clara despierta y nada parece haber ocurrido, salvo que su familia ha encontrado un ratón muerto cerca del castillo de juguete. Ella corre al taller del Tío Drosselmeyer y llorando le pide saber si es cierto todo lo que ella vivió. De repente aparece un chico joven llevando un reloj, y ella enmudece. Drosselmeyer lo presenta como su sobrino Hans, pero ella ha reconocido en él al Cascanueces.

## Voces en la Versión Original
- Megan Follows es Clara.
- Kiefer Sutherland es el Príncipe Cascanueces.
- Mike MacDonald es el Rey de los Ratones.
- Peter O'Toole es Pantaloon.
- Phyllis Diller es la Reina de los Ratones.
- Peter Boretski es el Tío Drosselmeyer.
- Lynne Gorman es Trudy.
- George Merner es el doctor Stahlbaum.
- Stephanie Morgenstern	es Louise.
- Christopher Owens es Erik.
- Mona Waserman	es la Princesa Perlipat.
- Noam Zylberman es Fritz.

## Doblaje en España
- Yolanda Mateos - Clara
- Iván Muelas - Príncipe cascanueces
- Abel Navarro - Rey de los ratones
- Pedro Sempson - Pantaloon
- Julia Montero - Reina de los ratones
- Fernando Hernández - Tío Drosselmeyer
- Nonia de la Gala - Marie
- Mayte Torres - Reina
- Rafa Romero - Erik
- Yolanda Quesada - Louise
- Iván Jara - Fritz
- Arturo López - Voces adicionales
- Voro Tarazona - Voces adicionales
- Francisco Javier García Sáenz - Voces adicionales

## Curiosidades
- Es bastante común en versiones de "El Cascanueces y el Rey de los Ratones" que el nombre de la protagonista se cambie por el de su muñeca. En la historia original, Clara se llama Marie, y la muñeca se llama Clara (o su diminutivo "Klärchen").
- Durante la batalla en casa de Clara, cuando el Rey de los Ratones se dispone a atacar al Cascanueces con una vela, Clara le arroja una de sus zapatillas, lo que provoca que se le quemen al ratón la capa y la cola. Después, cuando ella cae y se golpea contra el reloj, se ve que lleva puestas las dos zapatillas.
- Es usual que en todas las versiones de "El Cascanueces y el Rey de los Ratones", el sobrino de Drosselmeyer tenga un nombre inglés como los demás personajes de la historia. En la historia original, el sobrino de Drosselmeyer no tiene un nombre como los otros personajes de la historia; sin embargo en la película el sobrino de Drosselmeyer tiene por nombre "Hans", que es un nombre alemán.